# Сан-Хосе (аеропорт, Коста-Рика)
Міжнародний аеропорт Хуан Сантамарія (ісп. Aeropuerto Internacional Juan Santamaría) (IATA: SJO, ICAO: MROC) — один з двох аеропортів що обслуговує Сан-Хосе, столицю Коста-Рики. Аеропорт розташований у місті Алахуела, за 20 км на захід від центру Сан-Хосе. Аеропорт названий на честь національного героя Коста-Рики Хуана Сантамарії, хлопчика-барабанщика, який загинув у 1856 році, захищаючи свою країну від американських флібустьєрів на чолі з Вільямом Волкером.

## Історія
Аеропорт був побудований замість попереднього, який був розташований в центрі Сан-Хосе, де сьогодні є Парк Ла Сабана. Фінансування будівництва було забезпечено урядом Коста-Рики у 1951 році, і будівництво йшло повільно, аж поки аеропорт офіційно не відкрито 2 травня 1958 року. Спочатку він називався «Aeropuerto Internacional el Coco» за однойменним розташуванням у провінції Алахуела. Пізніше його перейменували на честь Хуана Сантамарії. У 1961 році було забезпечено фінансування для будівництва шосе, що з'єднує аеропорт з центром міста Сан-Хосе.

## Авіалінії та напрямки
Аеропорт є авіахабом авіакомпаній Avianca Costa Rica, Costa Rica Green Airways, Sansa Airlines і Volaris Costa Rica, а також центром для Copa Airlines. Протягом багатьох років це були єдині міжнародні ворота країни, але нині також збудовано Міжнародний аеропорт Гуанакасте. Обидва аеропорти мають прямі рейси до Північної та Центральної Америки та Європи, з тією різницею, що Міжнародний Аеропорт Хуан Сантамарія також обслуговує міста Південної Америки та Карибського басейну.